# Gare de Vénissieux
Gare de Vénissieux è il capolinea della linea D della metropolitana di Lione.
È situata sotto Boulevard Ambroise-Croizat, nel territorio del comune di Vénissieux.

## Storia
La stazione fu aperta al traffico l'11 dicembre 1992, quando fu attivato il segmento della linea D compreso tra le stazioni di Grange Blanche e Gare de Vénissieux.

## Interscambi
Nelle vicinanze della stazione effettuano fermata diverse linee di tram, autobus urbani ed interurbani.
- Stazione ferroviaria (Stazione di Vénissieux)
- Fermata tram (linea 4)
- Fermata autobus

## Servizi
La stazione dispone di:
- Accessibilità per portatori di handicap
- Ascensori
- Scale mobili